# Idiodonus delongi
Idiodonus delongi är en insektsart som beskrevs av Ball 1937. Idiodonus delongi ingår i släktet Idiodonus och familjen dvärgstritar. Inga underarter finns listade i Catalogue of Life.